# Fother Muckers
Fother Muckers es una banda chilena de rock oriunda de Santiago, Región Metropolitana, y activa desde 2005 a 2011 y del 2022 al presente. Estuvo compuesta originalmente por el guitarrista y vocalista Cristóbal Briceño, el bajista y vocalista Simón Sánchez, el guitarrista Héctor Muñoz y el baterista Martín del Real.
En 2011, el grupo se reformuló con Briceño, del Real y Sánchez como Ases Falsos.

## Historia
El guitarrista Cristóbal Briceño y el bajista Simón Sánchez se conocieron en los patios de la Facultad de Comunicaciones de la Universidad Católica, a fines del año 2004. Se juntan a cantar canciones a dos voces y entusiasmados por el resultado deciden formar un grupo. Al poco tiempo se integraría Héctor Muñoz, cuya energía sorprende a sus compañeros. 
El año 2005, la banda era número habitual en festivales universitarios y bares capitalinos, forjándose de a poco una base de fieles seguidores gracias a su atractiva puesta en escena. Tiempo después conocen a Alex Anwandter, líder de Teleradio Donoso, con quien comparten gustos y sensibilidades musicales. 
A fines del año 2006 la banda realizó su primer trabajo, un EP homónimo que contiene 6 temas. En la misma época se suma otro elemento a la banda, Diego Sepúlveda, quien se topa en un bar con Cristóbal Briceño durante un show de Perrosky. Esa noche Sepúlveda salió del bar siendo el mánager de la banda. Al día siguiente ya se reunían en el departamento del nuevo representante a trazar el plan para el 2007. Se resolvió tocar lo más que se pudiera, donde fuera que sea. En 2007 es lanzado su primer disco de larga duración llamado No Soy Uno que contiene 14 temas, algunos de ellos aparecen en su trabajo anterior. El trabajo fue producido por Alex Anwandter. Este álbum ha sido considerado como uno de los mejores del año 2007 y la canción «Fuerza y fortuna» como una de las 10 mejores canciones chilenas de ese mismo año.
El 2008 fue fructífero en shows para la banda y presentaciones en TV. Hitos importantes de este año fueron la jornada en que Fother Muckers coincidió con el lanzamiento de los juegos olímpicos el 8/08/08 al lanzar Los Ases Falsos, su primer sencillo del nuevo disco Justo y Necesario grabado en una casa de El Tabo y supervisado por el ex-Weichafe, Angelo Pierattini. La producción del disco estuvo en manos de los mismos Fother Muckers mientras que la edición la tomó, luego de su salida de Escarabajo, el sello de su mánager, Cazador, quienes ya en enero habían editado el primer disco del proyecto paralelo de Briceño, Los Mil Jinetes. Un dato anecdótico de este año fue cuando todos los integrantes de la banda recibieron entradas gratuitas para el concierto de Bob Dylan en Chile gracias a un llamado telefónico realizado por su representante para telonear al músico estadounidense. La banda no teloneó, pero vio el show desde una ubicación privilegiada. 
Otro punto no tan alegre en el año 2008 para Fother Muckers fue la salida de su baterista, Martín del Real, luego de problemas con su banda paralela, Teleradio Donoso. Un año después, se produce la disolución de Teleradio Donoso y Martín retorna a la banda.
A fines de 2008, Fother Muckers edita su segundo disco, Justo y Necesario, gracias al que recibieron la venia de la prensa y del público, aunque por haber salido tan tardío en el año no fue considerado para muchas de las listas que se realizan en estas fechas. Tan sólo un mes después de editar su nuevo LP la banda edita un EP de distribución gratuita a través de su página web con 4 temas totalmente nuevos y un cover (Daniela) popularizado por la Sonora de Tommy Rey.
En diciembre de 2009 se edita Si no tienes nada que decir entonces calla y durante el año 2010 se concentran en la grabación de El Paisaje Salvaje, al mismo tiempo que recorren el país presentando su música.
En octubre de 2010 dejan el sello Cazador por diferencias personales. La banda sigue por su cuenta a partir de ese momento.
En 2011 comienzan el año teloneando a Jorge González y en abril se presentaron en el festival: Lollapalooza Chile, de origen americano, realizado por primera vez fuera de ese país.
El 21 de abril de 2011 editan gratuitamente Entrega tu espíritu un EP con versiones de canciones de misa. Junto con esto anuncian la supuesta separación de la banda mediante un comunicado adjunto en el archivo comprimido de la descarga.
«Dejamos botada la cruz de los Fother Muckers, apartamos un par de guardias y seguimos nuestro camino. Sírvanse este EP como una última cena, disfrútenla y vean como el velo se rasga en dos»
El domingo 24 de abril anunciaron que el grupo cerraba sus transmisiones para dar paso a un nuevo proyecto. Esta secuencia de eventos supone una referencia a la muerte y resurrección de Jesús, dado que la separación se anunció el día Viernes Santo y el surgimiento de los «Ases Falsos» el domingo de resurrección.
El jueves 29 de agosto de 2013 vuelven a tocar en el contexto recital «Cristóbal Briceño a guitarra limpia», donde Cristóbal Briceño invita a Héctor Muñoz a subir al escenario, aprovechando que Simón Sánchez estaba en él, también invitó a Gonzalo Nuñez a que los acompañara, interpretando el tema «Ya Veremos» del No soy uno, primer álbum del grupo.
Tras años de silencio el 2 de mayo de 2022 las red sociales de la banda anunciaron su regreso oficial agendando un concierto en el Teatro Caupolican para el 3 de diciembre del mismo año titulado "La Noche de los muertos vivientes, también se confirmo posteriormente la asistencia del grupo al "Rockout Fest" el 10 de noviembre compartiendo escenario con bandas como The Killers, Molchat Doma y Miranda!.
Desde el concierto del Teatro Caupolican del 3 de diciembre de 2022, se agrega a Gonzalo Núñez como miembro fijo en todos los conciertos.

## Miembros
| Miembros actuales - Cristóbal Briceño – voz, guitarra (2005-2011, 2022-presente) - Simón Sánchez – voz, bajo (2005-2011, 2022-presente) - Héctor Muñoz – guitarra (2005-2011, 2022-presente) - Martín del Real – batería (2007-2008, 2022-presente) - Gonzalo Núñez – batería, percusión, guitarra (2007-2011), (2022-presente) | Miembros anteriores - Diego Leonvendagar – batería (2005-2006) - Álex Anwandter – batería (2006) - Vicente Fernández – batería (2006-2007) - Cristián Soto – batería (2008-2011) |

1. ↑  Como músico invitado.

## Discografía
Álbumes de estudio
- 2007: No soy uno
- 2008: Justo y Necesario
- 2009: Si no tienes nada que decir entonces calla
- 2010: El paisaje salvaje

EP
- 2006: Fother Muckers (EP)
- 2008: Una navidad con los Fother Muckers (EP)
- 2011: Entrega tu espíritu: Muerte a los Fother Muckers  (EP)

Compilaciones
- 2010: Introducción a los Fother Muckers: Oro Sólido
- 2010: Introducción a los Fother Muckers: Menudencias (solo para fanáticos)
- 2022: Fuiste Bueno (2007-2010)

## Videografía
| Año  | Vídeo musical           | Álbum                                      | Director (es)                         |
| ---- | ----------------------- | ------------------------------------------ | ------------------------------------- |
| 2007 | «Tres caras largas»     | No soy uno                                 | Fother Muckers                        |
| 2008 | «Fuerza y fortuna»      | No soy uno                                 | Fother Muckers                        |
| 2008 | «Aunque todo salió mal» | No soy uno                                 | Fother Muckers                        |
| 2009 | «2022»                  | Justo y Necesario                          | Roberto Cisternas                     |
| 2009 | «Viaje de regreso»      | Justo y Necesario                          | Nelson Jiménez                        |
| 2009 | «Daniela»               | Una navidad con los Fother Muckers         | Roberto Cisternas y Cristóbal Briceño |
| 2010 | «Nunca se apaga»        | Si no tienes nada que decir entonces calla | Roberto Cisternas                     |
| 2010 | «Buscando oro»          | Si no tienes nada que decir entonces calla | Cristóbal Briceño y Martín del Real   |
| 2010 | «Ola de terror»         | Si no tienes nada que decir entonces calla | Fother Muckers                        |
| 2010 | «Lobo mayor»            | El paisaje salvaje                         | Roberto Cisternas y Cristóbal Briceño |
| 2011 | «Rondizzoni»            | El paisaje salvaje                         | Roberto Cisternas                     |
| 2011 | «Retorno a la base»     | El paisaje salvaje                         | Roberto Cisternas y Cristóbal Briceño |